# Llotja de Mar (Castelló d'Empúries)
Llotja de Mar és un edifici del municipi de Castelló d'Empúries (Alt Empordà) inclòs en l'Inventari del Patrimoni Arquitectònic de Catalunya.

## Descripció
Situat dins l'antic nucli emmurallat de la població, a l'antic barri del Mercadal, al bell mig de la Plaça dels Homes, autèntic nucli de la població.

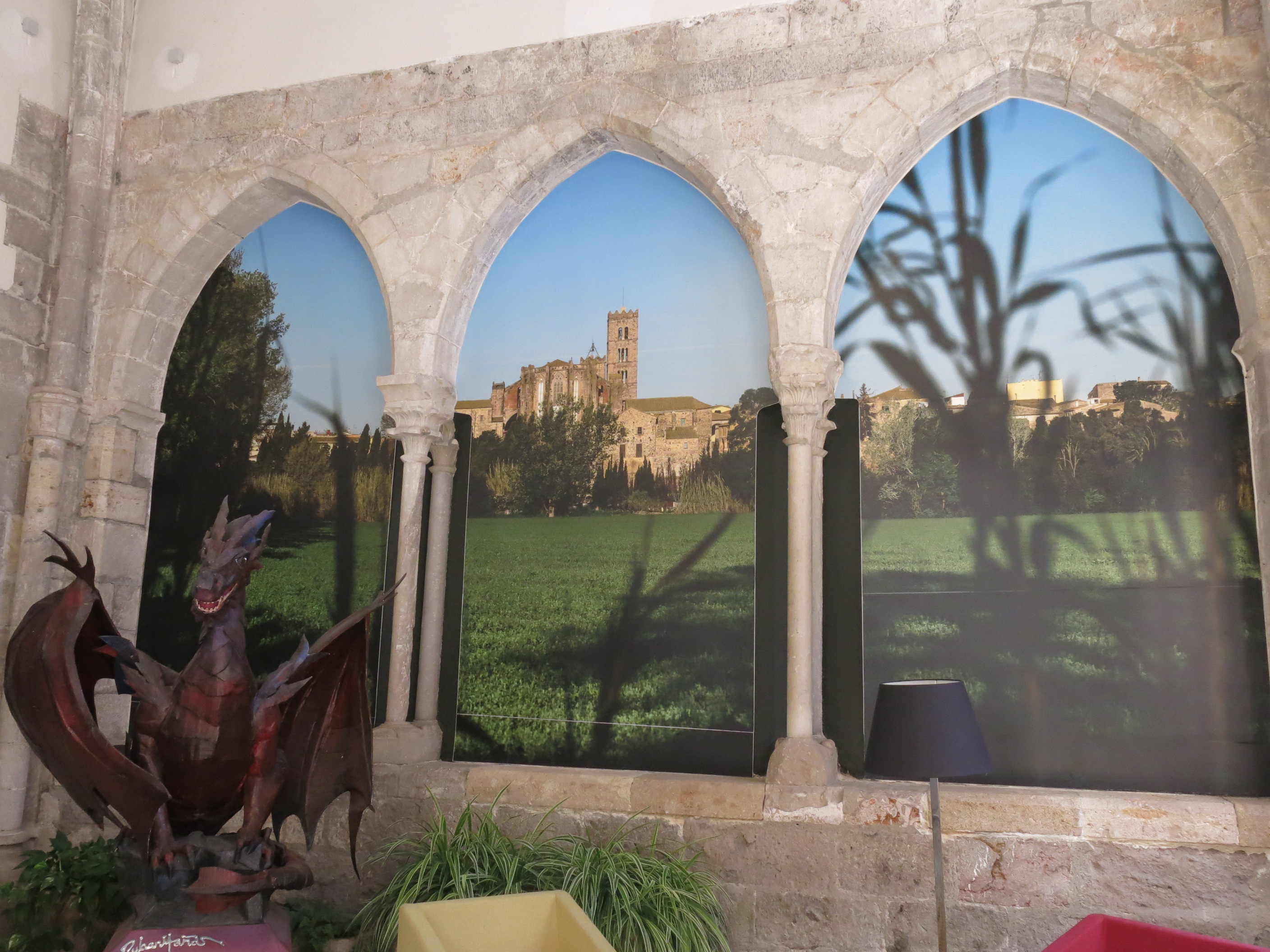
Arcada gòtica de l'interior

Edifici format per tres crugies, amb el carener paral·lel a la façana principal. Consta de planta baixa i un pis principal. A la planta baixa hi ha el vestíbul d'accés, que manté encara elements de l'estructura gòtica original. És una gran sala coberta amb volta de creueria que té un escut de la vila a la clau. La volta es sustenta damunt lleugers pilars adossats a les cantonades. Aquests arcs estan bastits amb dovelles de pedra fins a mitjana alçada. Des d'aquest punt, i fins a arribar a la clau de volta, estan bastits amb maons disposats a sardinell. Al mur de llevant hi ha les restes d'una galeria gòtica, amb obertures ogivals sustentades per lleugers pilars circulars amb capitells amb decoració vegetal. La façana principal, de carreus ben tallats, té un gran portal d'arc apuntat fet amb grans dovelles, i a cada costat una finestra de la mateixa tipologia. Al pis hi ha dues finestres rectangulars emmarcades en pedra i un escut central a la part superior, emmarcat per una motllura i amb decoració gòtico-renaixentista. La resta de la façana es troba arrebossada i pintada. L'edifici conserva també alguns elements del període final del romànic (arcs adovellats de mig punt situats al soterrani).

## Història
Durant l'època medieval aquest edifici fou seu de la Llotja de Mar (pel privilegi del Consolat de Mar atorgat a la vila per Pere III el 5 de maig del 1386 i que perdurà fins als decrets de Nova Planta, a principis del segle xviii). El 28 de setembre de 1393 es van signar els capítols per a la construcció de la façana de migdia. Se sap que les obres duraren un any i mig i que hi van treballar manobres jueus. Anteriorment, l'edifici havia estat "Casa del Consell"; probablement a aquella època corresponen els elements trobats en el soterrani, datables vers el segle xiii.

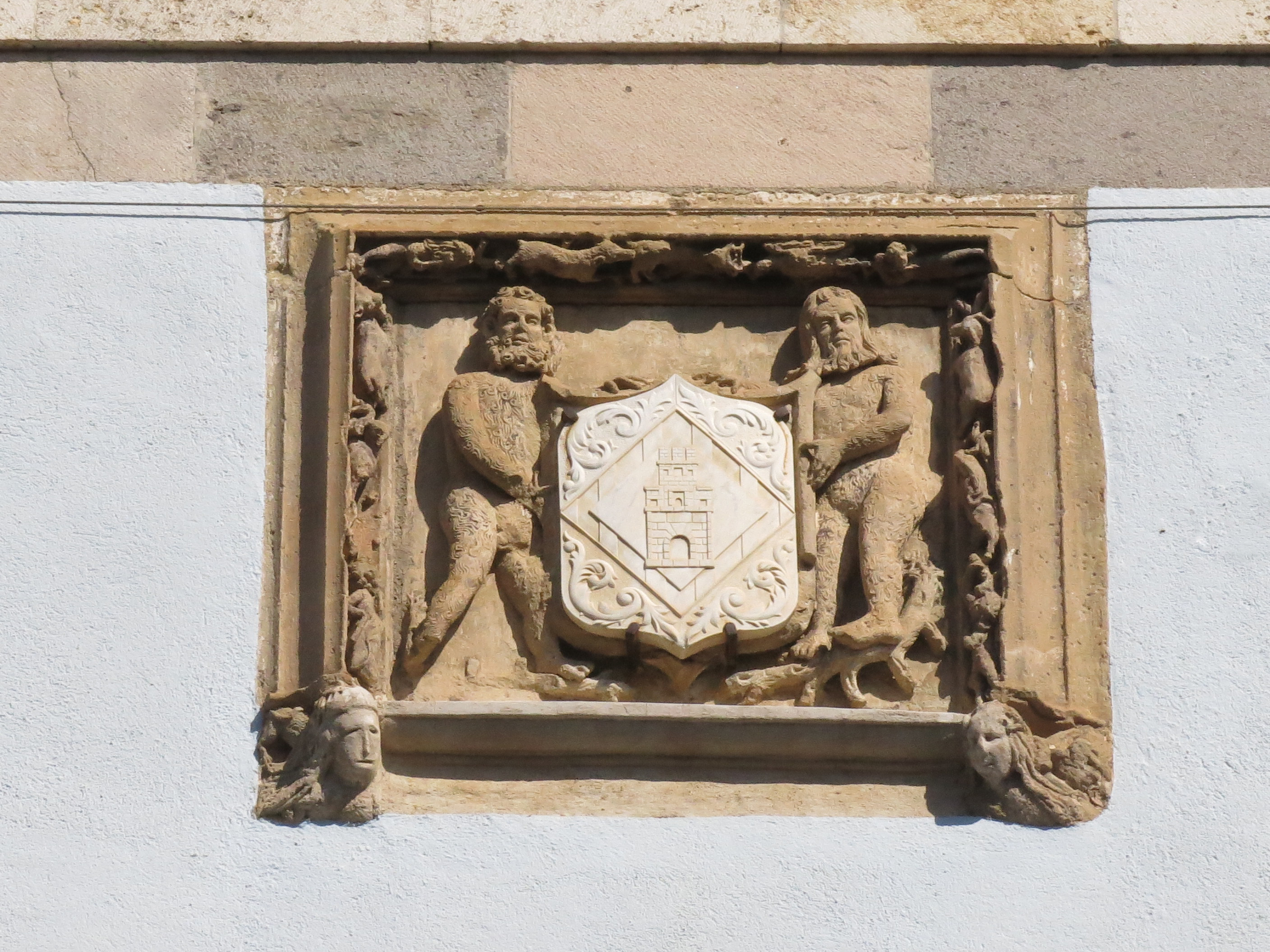
L'escut de la vila, a la façana

Fins a l'any 1987 el casal hostatjava l'ajuntament, que posteriorment va passar al palau dels Comtes. En l'actualitat, la casa, convenientment restaurada, és dedicada a altres serveis públics (Correus i Telègrafs, Ràdio Castelló, Policia Local, ...).
Les dues finestres de la façana, situades a la primera planta, tenen inscripció a la llinda. A la de la dreta es llegeix la data del 23 de novembre de 1723.